# لئونل گانسدو
لئونل گانسدو (انگلیسی: Leonel Gancedo؛ زادهٔ ۲۳ ژانویهٔ ۱۹۷۱) بازیکن سابق فوتبال اهل آرژانتین است که در حال حاضر بازیکن-مربی آندورا باشگاه اف‌سی ان‌کمپ است.